# Округ Џенеси (Мичиген)
Округ Џенеси (енгл. Genesee County) је округ у америчкој савезној држави Мичиген.

## Демографија
По попису из 2010. године број становника је 425.790, што је 10.351 (-2,4%) становника мање него 2000. године.
| Група             | 2000.           | 2010.           |
| Белци             | 323.136 (74,1%) | 309.683 (72,7%) |
| Афроамериканци    | 88.843 (20,4%)  | 88.127 (20,7%)  |
| Азијати           | 3.515 (0,8%)    | 3.879 (0,9%)    |
| Хиспаноамериканци | 10.152 (2,3%)   | 12.983 (3,0%)   |
| Укупно            | 436.141         | 425.790         |